# چراغ سوز
چراغ سوز، روستایی در دهستان سندرک بخش سندرک شهرستان میناب در استان هرمزگان ایران است.
فاصله این روستا تا شهر میناب برابر با ۷۲ کیلومتر است.

## جمعیت
بر پایه سرشماری عمومی نفوس و مسکن در سال ۱۳۹۵، جمعیت این روستا برابر با ۸۱۶ نفر (۲۰۰ خانوار) بوده‌است.